# Felicitas Barg
Felicitas Barg (* 4. Juni 1900 in Hamburg; † 7. Oktober 2002) war eine deutsche Rezitatorin. Sie galt als hervorragende Interpretin von Texten von Annette von Droste-Hülshoff. Auch ihre Hölderlin-Rezitationen wurden sehr geschätzt.

## Werdegang
Felicitas Barg stammte aus Hamburg. Ihre Sprecherinnenkarriere begann sie erst im Alter von vierzig Jahren. Seit den Jahren 1947 und 1948, in denen sie auf Einladung der Annette von Droste-Gesellschaft e. V. zum hundertsten Geburtstag beziehungsweise hundertfünfzigsten Todestag Droste-Hülshoffs aus deren Werken rezitierte, galt sie als kongenialste Droste-Interpretin überhaupt.
Die zeitgenössische Presse urteilte über ihre Kunst, ihre Rezitation sei „ein sprechkünstlerisches Ereignis eigenen und sehr hohen Ranges“, und selten höre man „Verse so wesensgemaß als geprägtes Gedicht gesprochen“.
1949 sprach sie neben Schauspielstars wie Mathias Wieman, Horst Caspar, Will Quadflieg und Maria Wimmer in der großangelegten Hörspielreihe des NWDR Goethe erzählt sein Leben von Hans Egon Gerlach, ihr einziger Abstecher ins Hörspielfach.
Als Rezitatorin trat sie zu verschiedenen Anlässen noch bis gegen Ende des Jahrhunderts auf und besprach überdies auch eine Reihe von Schallplatten und CDs.
1954 wurde Barg Eigentümerin des Glaserhäusles in Meersburg, welches sie ab 1980 bis zu ihrem Tode auch selbst bewohnte.
Die Rezitatorin hatte die Urheberrechte am Werk von Harriet Straub inne, die sie 1989, bereits im hohen Alter, Herbert Burkhardt überließ, der sie zu Bargs Leidwesen anders als abgemacht nicht im Sinn der Dichterin zu nutzen wusste.
Die Akademie für gesprochenes Wort gab 1995 Felicitas Barg zu Ehren Vier Scholien über Dichtung heraus.
Felicitas Barg wurde 102 Jahre alt.

## Zitat
Gedichte von Schiller trage ich ungern vor. Dabei stört die Plakatwirkung insofern, als sich allgemein bekannte Zitate aneinanderreihen. Das zu durchdringen oder zu überspielen, erfordert große Kraft.

## Diskographie (Auswahl)
- Gedichte, Annette von Droste-Hülshoff, gesprochen von Felicitas Barg, Fürstenhäusle, Meersburg o. J. (1958)
- Rudolf Rösener: Verse, gesprochen von Felicitas Barg, J. H. Kok, Kampen 1966
- Süßes Lachen gaukelt herab, Gedichte der Annette von Droste-Hülshoff (1797–1848), 200. Geburtstag der Annette von Droste-Hülshoff, Rüschhaus-Verlag, Münster 1996, ISBN 978-3-931039-05-9
- Andenken, Rezitation zu Hölderlins 224. Geburtstag, gesprochen von Felicitas Barg im Hölderlinturm in Tübingen, Attempto-Verlag, Tübingen 1996
- Friedrich Georg Jünger zum Gedenken, zum 100. Geburtstag am 1. September 1998, Felicitas Barg spricht Gedichte von Friedrich Georg Jünger und liest die Erzählung „Der Knopf“, Dt. Literaturarchiv, Marbach 1998